# La Gacilly
La Gacilly község Franciaországban, Morbihan megyében. Lakosainak száma 2320 fő (2018. január 1.). La Gacilly Carentoir, Sixt-sur-Aff, Cournon, Les Fougerêts, Saint-Nicolas-du-Tertre, La Chapelle-Gaceline és Glénac községekkel határos.
Új községként 2017. január 1-jén jött létre, amikor a korábbi La Gacilly egyesült La Chapelle-Gaceline és Glénac korábbi községekkel.

## Népesség
A település népességének változása:
| Lakosok száma | 3942 | 2279 | 4057 | 2313 | 2320 |
|               | 2014 | 2015 | 2016 | 2017 | 2018 |